# Andrea Collinelli
Andrea Collinelli  (Ravenna, 2 juli 1969) is een voormalig Italiaans wielrenner.
Collinelli won tijdens de Olympische Zomerspelen 1996 in het Amerikaanse Atlanta de gouden medaille op de achtervolging, op de ploegenachtervolging eindigde Collinelli als vierde. Anderhalve maand na de spelen werd Collinelli wereldkampioen op de ploegenachtervolging. Deze titel prolongeerde Collinelli één jaar later.

## kampioenschappen
| Jaar | WK                                   | Olympische Zomerspelen                  |
| ---- | ------------------------------------ | --------------------------------------- |
| 1995 | achtervolging                        |                                         |
| 1996 | ploegenachtervolging · achtervolging | achtervolging · 4e ploegenachtervolging |
| 1997 | ploegenachtervolging · achtervolging |                                         |
| 1998 | madison · ploegenachtervolging       |                                         |

1964: Jiří Daler ·
1968: Daniel Rébillard ·
1972: Knut Knudsen ·
1976: Gregor Braun ·
1980: Robert Dill-Bundi ·
1984: Steve Hegg ·
1988: Gintautas Oemaras ·
1992: Chris Boardman ·
1996: Andrea Collinelli ·
2000: Robert Bartko ·
2004: Bradley Wiggins ·
2008: Bradley Wiggins